# Dehtářský potok

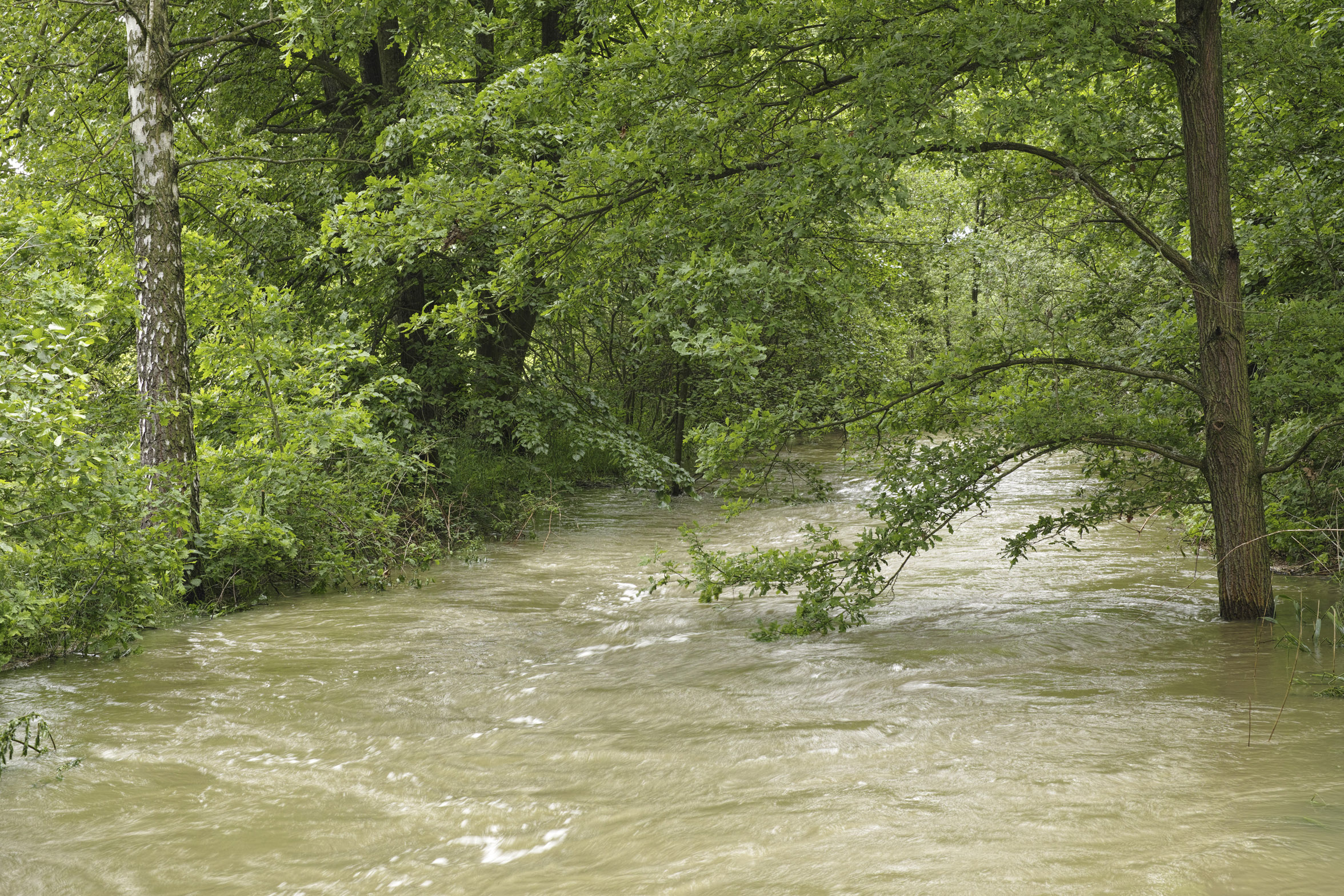
Hochwasser des Dehtářský potok bei den Teichen Vrbenské rybníky (2013)

Der Dehtářský potok (deutsch Dechtern-Bach) ist ein linker Zufluss der Moldau/Vltava in Tschechien.

## Verlauf
Der Dehtářský potok entspringt in den östlichen Ausläufern des Blanský les. Seine Quelle befindet sich 100 m nordöstlich des Bahnhofs Vrábče in der Siedlung Zastávka. Der Oberlauf des Baches führt mit nördlicher Richtung vorbei an den Orten Zahrádka, Slavče (Slawtsch), U Veverků (Wewerka), U Konopí, Hradce, Lipí, Habří, Bedlan, U Zedníků, Kvítkovice und Na Kotlovech in das Budweiser Becken. Bei Kvítkovice wird der Bach im Kvítkovický rybník gestaut, der Teich ist der erste große Teich am Dehtářský potok. Entlang des Baches folgen danach die Ortschaften Nový Mlýn (Neumühle), Čakovec (Klein Čekau), Dubné und Podvrážský Mlýn (Karlmühle). Am Vráže (Wraz, 480 m n.m.) bei Čakov nimmt der Dehtářský potok nordwestliche Richtung und fließt bei Holubovská Bašta (Baschten) in den siebtgrößten Teich Tschechiens, den Dehtář. Bei Dehtáře verlässt der Bach den Teich nach Osten.
Sein weiterer Lauf führt vorbei an Žabovřesky, Žabovřeský Mlýn, Na Drahách, Břehov, Jaronice und Čejkovice in die Blata, wo der Dehtářský potok am Teich Mlýnský rybník über ein Grabensystem mit dem Dubenský potok in Verbindung steht. Danach liegen entlang des Baches die Orte Nové Dvory (Neuhof), Vodal und Dasný.
An seinem Unterlauf nimmt der Dehtářský potok bei den Teichen Vrbenské rybníky nordöstliche Richtung und wird zwischen České Vrbné (Böhmisch Fellern) und Bavorovice (Baurowitz) von der Staatsstraße I/20 / E49 sowie der Bahnstrecke České Budějovice–Veselí nad Lužnicí überbrückt. Nach 24,5 Kilometern mündet der Dehtářský potok östlich von Bavorovice in die Moldau.
Der Dehtářský potok ist auf dem größten Teil seines Laufes reguliert und begradigt.

## Zuflüsse
- Čakovecký potok (l), bei Čakovec unterhalb des Teiches Dlouhý u Čakova
- Jankovský potok (l), bei Čakov
- Kamenný potok (l), oberhalb Holubovská Bašta in den Dehtář
- Babický potok (l), bei Strýčice in den Dehtář
- Jaronický odpad (r), bei Jaronice
- Dubenský potok (r), bei Vodal
- Blatec (r), beim Teich Černiš

## Durchflossene Teiche
- Kvítkovický rybník (Kwitkowitzer Teich), 25 ha, bei Kvítkovice
- Dlouhý u Čakova (Langer Teich), 13 ha, bei Čakovec
- Podvrážský rybník (Mühlteich), 5,12 ha, bei Čakov
- Dehtář (Dechtern-Teich), 246 ha, bei Dehtáře

In der Teichlandschaft Blata liegen beiderseits des Baches zahlreiche weitere Teiche, die vom Dehtářský potok über Grabensysteme gespeist werden.